# ستيف دوغلاس (لاعب دارت)
ستيف دوغلاس (بالإنجليزية: Steve Douglas)‏ هو لاعب دارت بريطاني، ولد في 17 نوفمبر 1977 في إنجلترا في المملكة المتحدة.

## وصلات خارجية
- ستيف دوغلاس على موقع DartsDatabase.co.uk (الإنجليزية)